# Пригода на віллі «Три фронтони»
«Пригода на віллі „Три фронтони“» або «Пригода на віллі „Три башточки“» (англ. The Adventure of the Three Gables) — твір із серії «Архів Шерлока Холмса» Артура Конана Дойла. Уперше опубліковано у Strand Magazine у 1926 році.

## Сюжет
До Шерлока Холмса вривається Стів Діксі, який погрожуючи розправою, просить детектива не втручатися в його справи. Він вимагає, щоб люди в Гарроу самі розбираються зі своїми проблемами. Холмс пояснює це втручання листом, який прийшов напередодні від місіс Мейберлі з Гарроу. У ньому йшлося про «незрозумілі події», що відбуваються в її віллі «Три фронтони», а також прохання допомоги досвідченого детектива.
Холмс з Вотсоном навідуються до місіс Мейберлі, покійному чоловіку якої колись допомагав детектив. Вона повідомляє, що її син Дуглас, також відомий Холмсу, помер близько місяця тому від запалення легень. Він працював аташе в англійському посольстві в Римі. Жінка розповідає, як недавно до неї прийшов агент, який повідомляє, що його клієнт має наміри придбати її будинок з усіма речами. Вона назвала трохи завищену ціну, але це не зупиняло агента, який погодився й на наступний день приніс договір. Місіс Мейбері показала документ знайомому адвокату, який повідомив, що підписавши договір, вона не зможе винести жодної речі з вілли, навіть особисті. Наступного дня жінка відмовилась від пропозиції агента.
Раптом Холмс зупинив розповідь жінки, і спіймав служницю, яка підслуховувала розмову. Він почув її важке астматичне дихання за дверима, яке продовжувалось вже п'ять хвилин. Виявляється саме вона інформувала зловмисників, один з яких погрожував Холмсу.
Детектив радить господарці попросити адвоката ночувати в будинку задля її безпеки. Також його ока не пройшли речі її сина, які жінка навіть не дивилась. Холмс радить перенести їх і передивитись, адже злочинці, напевне хочуть отримати ці скрині.
На наступний день адвокат повідомляє, що будинок пограбовано. Прибуваючи на місце злочину, Холмс розглядає, листок, що залишився, від злодіїв. На ньому написано якесь трохи дивне повідомлення, на яке, крім детектива, ніхто не звертає уваги. Автор спочатку пише від третьої особи, а потім від власного імені.
Холмс з Вотсоном навідуються до жінки, в яку без тями був закоханий Дуглас Мейбері — Айседора Кляйн. Вона була іспанкою, багатою вдовою. Вона мала стосунки з покійним сином місіс Мейбері. Дуглас хотів одружитись на ній, але це не входило в її плани, тому вона найняла хуліганів, які побили його. Чоловік же в свою чергу написав роман, в якому описав усі стосунки з жінкою, яка так з ним обійшлася. З Італії він надіслав їй один з двох екземплярів. Раптом Дуглас помер, а Айседора не могла знайти собі місця, знаючи, що другий екземпляр десь є. Здогадуючись, що рукопис має бути з речами, вона почала обробляти місіс Мейбері: спочатку мирним шляхом, а потім по-зловмисницьки.
Холмс просить даму виписати чек для навколосвітньої подорожі для нещасної господарки вілли, про яке та так мріяла. Наостанок детектив застерігає місіс Кляйн більше так не діяти.

## Галерея
Художник — Говард Елкок.

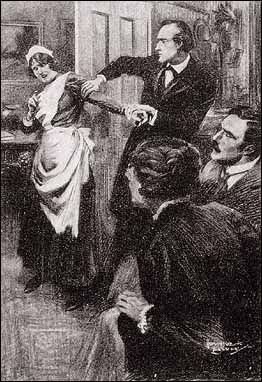
Холмс ловить служницю, яка підслуховувала їхню з місіс Мейберлі розмову
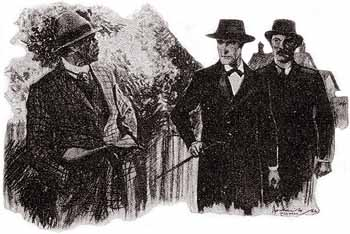
Холмс та Вотсон зустрічають Стіва Діксі у Гарроу
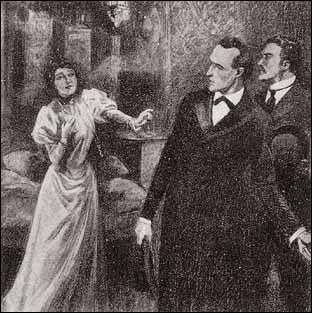
Холмс з Вотсоном у Айседори Кляйн